# Cymaterus plicaticollis
Cymaterus plicaticollis är en skalbaggsart som beskrevs av Hayashi 1977. Cymaterus plicaticollis ingår i släktet Cymaterus och familjen långhorningar. Inga underarter finns listade i Catalogue of Life.